# خالد بن صقر القاسمي
الشيخ خالد بن صقر القاسمي (1943 -)، ولي عهد ونائب حاكم رأس الخيمة الأسبق. هو الابن البكر للشيخ صقر بن محمد القاسمي حاكم إمارة رأس الخيمة، شغل منصب ولي عهد ونائب حاكم الإمارة منذ عام 1958 حتى 14 يونيو 2003.

## عن حياته
تلقى تعليمه الابتدائي في إمارة رأس الخيمة، وأتم تعليمه الثانوي في القاهرة، ثم سافر إلى المملكة المتحدة لإكمال تعليمه العالي في جامعة لافبرا. وفي عام 1967 حصل على منحة للاشتراك في برنامج مؤسسة آيزنهاور لتدريب الناشئة من زعماء العالم الذين يتم اختيارهم للمشاركة في عملية مكثفة وبرنامج طويل لسنة دراسية كاملة في الولايات المتحدة.

### أعماله خلال فترة توليه ولاية العهد
أشرف خلال فترة توليه ولاية العهد على إدارة أجهزة حكومة رأس الخيمة وإقامة علاقات مثمرة مع جميع حكومات الدول الأجنبية بما في ذلك الولايات المتحدة. وأسس بنك رأس الخيمة الوطني وتولى رئاسة مجلس إدارته، كما رأس إدارة شركة النفط الوطنية، وهيئة غاز رأس الخيمة وشركات إسمنت رأس الخيمة. كما ترأس عدد من البعثات الدبلوماسية إلى الولايات المتحدة خلال فترة حكم الرؤساء ريتشارد نيكسون ورونالد ريغان وبيل كلينتون. كما عمل على تعزيز التنمية الاقتصادية، حيث عمل على توسعه مطار رأس الخيمة الدولي وميناء صقر، إضافة إلى الاهتمام بالبيئة وتشجيع الزراعة وصناعة الإسمنت والاستثمار في مجال الرعاية الصحية. كما أنه طالب ببذل المزيد من الجهود لتشجيع المشاركة الشعبية في المجتمع في الإمارات والمنطقة ككل. كما كان يدعو إلى تبني مستقبل طاقة نظيفة ومستدامة ومستقلة لرأس الخيمة، وزيادة الفرص التعليمية بما في ذلك زيادة حجم التبادل الثقافي كالبعثات الدراسية للشباب من المواطنين.
وعلى الصعيد السياسي يعتبر من أشد مؤيدي الجهود التي تبذلها الدولة في سبيل الأمن وسيادة أراضيها وحاجة رأس الخيمة للعمل في إطار الحكومة الاتحادية. كما أنه وقف ضد احتلال إيران لجزر طنب الكبرى وطنب الصغرى وأبو موسى ومؤيدًا بقوة للجهود التي تبذلها الدولة في سعيها إلى إحالة قضية احتلال الجزر لنظرها أمام محكمة العدل الدولية والأمم المتحدة.

## النزاع حول ولاية العهد
في 14 يونيو 2003 أصدر حاكم الإمارة الشيخ صقر بن محمد القاسمي قرارًا بعزله من منصب ولي عهد الإمارة وتعيين أخيه غير الشقيق الشيخ سعود بن صقر القاسمي بدلاً منه. وقد غادر بعدها الإمارة إلى مسقط حيث أقام هناك فترة. إلا أنه يقول أن حاكم الإمارة الشيخ صقر بن محمد القاسمي قد أصدر في 24 فبراير 2004 مرسوم أعاده فيه إلى منصبه كولي للعهد، إلا أن المرسوم لم ينشر سوى في الموقع الشخصي للشيخ خالد، وظلَّ الشيخ سعود يتولى مهام المنصب رسميًا.
وفي عام 2010 ظهرت معلومات نشرتها صحيفة الغارديان الإنجليزية إنه عقد اتفاق مع شركة أمريكية تضم خبراء علاقات عامة وعناصر منتمية إلى جماعات الضغط، وبين محام إنجليزي يدعى بيتر كاثكارت وذلك بهدف إعادته إلى ولاية العهد في إمارة رأس الخيمة وذلك حسب وثائق قالت الصحيفة إنها إطلعت عليها. وحسب ما نشرته الصحيفة فإن الخطة تقضي بتصوير حكم الإمارة الحالي بقيادة ولي العهد الشيخ سعود أنه يشكل خطرًا يهدد الأمن الدولي لإنه حول الإمارة بوابة لعبور الإيرانيين إلى المنطقة، كما ذكرت الصحيفة إنه سيتهم ولي عهد الإمارة الشيخ سعود بالسماح بشحن الأسلحة بما في ذلك القطع اللازمة لصناعة الأسلحة النووية عبر الإمارة، إضافة إلى تهريب المخدرات والألماس وتأمين تسلل المسلحين والإرهابيين من عناصر تنظيم القاعدة وغيرها من الشبكات الأخرى إلى إيران. وحسب الغارديان فإن الخطة تهدف في النهاية إلى إرغام الحكومة المركزية في العاصمة أبوظبي على إجراء التغيير المطلوب بإعادته إلى منصبه السابق وليًا لعهد الإمارة. كما أن الغارديان نشرت في يوليو 2010 خبرًا حول إنه يستعين بإسرائيل في مسعاه للسيطرة على الإمارة، وإنه التقى بالسفير الإسرائيلي في لندن وطالبه بمساعدته في حملته للإطاحة بحاكم الإمارة والده الشيخ صقر بن محمد القاسمي وولي عهده الشيخ سعود بن صقر القاسمي والسيطرة عليها.

### بعد وفاه الشيخ صقر
بعد الإعلان عن وفاة والده الشيخ صقر بن محمد القاسمي والإعلان عن توليه أخيه الشيخ سعود حكم الإمارة، أعلن في شريط فيديو بموقعه الإلكتروني إنه هو حاكم الإمارة الجديد كونه الابن الأكبر لحاكم الإمارة السابق وبناء على المرسوم الذي يقول إن والده قد أصدره بعام 2004 والذي أعاده فيه إلى منصبه السابق كولي للعهد. كما أنه دخل إلى قصر الحاكم وأعلن نفسه حاكمًا للإمارة، إلا أن قوات الأمن تدخلت واحتجزته في القصر. ، وفي النهاية غادر الإمارة بعد تثبيت أخيه الشيخ سعود حاكمًا لها.